# Klemens Roguski
Klemens Roguski (ur. 8 października 1926 w miejscowości Połaź, zm. 28 marca 2002 w Warszawie) – polski sztangista, mistrz i rekordzista Polski, następnie trener reprezentacji Polski w latach 1959-1981, twórca sukcesów polskich sztangistów, m.in. złotych medali olimpijskich i tytułów mistrzów świata. 
Był zawodnikiem CWKS Warszawa. W swojej karierze występował przede wszystkim w kategorii 90 kg, zdobywając sześć tytułów mistrza Polski z rzędu (1952-1957). Siódmy tytuł mistrza Polski zdobył w 1958 w kategorii + 90 kg. 24 razy bił rekord Polski. Czterokrotnie występował na mistrzostwach świata (w kategorii 90 kg: 1954 - 13 m., 1955 - 8 m., 1957 - 7 m., +90 kg: 1958 - 8 m.), trzykrotnie na mistrzostwach Europy (w kategorii 90 kg: 1954 - 8 m., 1955 - 5 m., +90 kg: 1958 - 5 m.).
Od 1959 do 1981 był trenerem polskiej kadry narodowej seniorów. Jego zawodnicy zdobyli w tym okresie 20 medali olimpijskich, w tym cztery złote (Waldemar Baszanowski (1960 i 1964), Ireneusz Paliński (1960), Zygmunt Smalcerz (1972)), 78 medali mistrzostw świata, w tym 16 złotych (5 x Waldemar Baszanowski, 3 x Zygmunt Smalcerz 2 x Marian Zieliński i Zbigniew Kaczmarek, 1 x Ireneusz Paliński, Norbert Ozimek, Mieczysław Nowak i Marek Seweryn).
W kolejnych latach prowadził także kadrę Iranu i Grecji.
W 1964 został odznaczony Krzyżem Kawalerskim, a w 1998 Krzyżem Komandorskim Orderu Odrodzenia Polski (M.P. z 1999, nr 6, poz. 68)